# Amin Nikfar
Amin Abraham Paul Nikfar (persisch امین آبراهام پل نیکفر; * 2. Januar 1981 in San José) ist ein ehemaliger iranischer Leichtathlet, der sich auf das Kugelstoßen spezialisiert hat.

## Sportliche Laufbahn
Erste Erfahrungen bei internationalen Meisterschaften sammelte Amin Nikifar im Jahr 2003, als er bei den Asienmeisterschaften in Manila mit einer Weite von 17,37 m den zehnten Platz belegte. Im Jahr darauf siegte er bei den erstmals ausgetragenen Hallenasienmeisterschaften in Teheran mit 18,33 m und bei den Islamic Solidarity Games 2005 in Mekka gewann er mit einem Stoß auf 18,27 m die Bronzemedaille hinter dem Saudi-Araber Sultan al-Habashi und seinem Landsmann Mehdi Shahrokhi. Anschließend gelangte er dann bei den Asienmeisterschaften in Incheon mit 17,29 m auf den zehnten Platz. 2008 stellte er in Flagstaff mit 19,94 m einen neuen iranischen Landesrekord auf und qualifizierte sich damit für die Teilnahme an den Olympischen Spielen in Peking, bei denen er aber in der Vorrunde keinen gültigen Versuch zustande brachte. 2009 siegte er bei den Hallenasienspielen in Hanoi mit einer Weite von 19,66 m und wurde kurz darauf bei den Asienmeisterschaften in Guangzhou mit 18,30 m Achter. Im Jahr darauf nahm er an den Asienspielen ebendort teil und klassierte sich dort mit 19,08 m auf dem fünften Platz. 2011 schied er bei den Weltmeisterschaften in Daegu mit 19,18 m in der Qualifikationsrunde aus und im Jahr darauf verpasste er auch bei den Hallenweltmeisterschaften in Istanbul mit 18,97 m den Finaleinzug. Im Sommer startete er erneut bei den Olympischen Spielen in London, kam dort aber mit 18,62 m nicht über die Vorrunde hinaus. 2014 wurde er bei den Asienspielen in Incheon mit 19,02 m Vierter und beendete daraufhin seine aktive sportliche Karriere im Alter von 33 Jahren.
Er absolvierte ein Studium an der University of California, Berkeley und ist mittlerweile als Trainer in den Vereinigten Staaten tätig.

## Persönliche Bestleistungen
- Kugelstoßen: 20,05 m, 13. Juli 2011 in Toronto
  - Kugelstoßen (Halle): 19,66 m, 2. November 2009 in Hanoi